# Michael Spiteri
Michael Spiteri (Fgura, 25 febbraio 1969) è un ex calciatore maltese, di ruolo portiere.

## Carriera

### Club
Ha giocato nella massima serie del campionato maltese con Hibernians e Birkirkara.

### Nazionale
Ha collezionato 24 presenze con la Nazionale maltese, dal 1993 al 2001.